# Pisky (Myrhorod)
Pisky (ukrainisch Піски; russisch Пески Peski) ist ein Dorf im Norden der ukrainischen Oblast Poltawa mit etwa
2200 Einwohnern (Stand 1. Januar 2017)

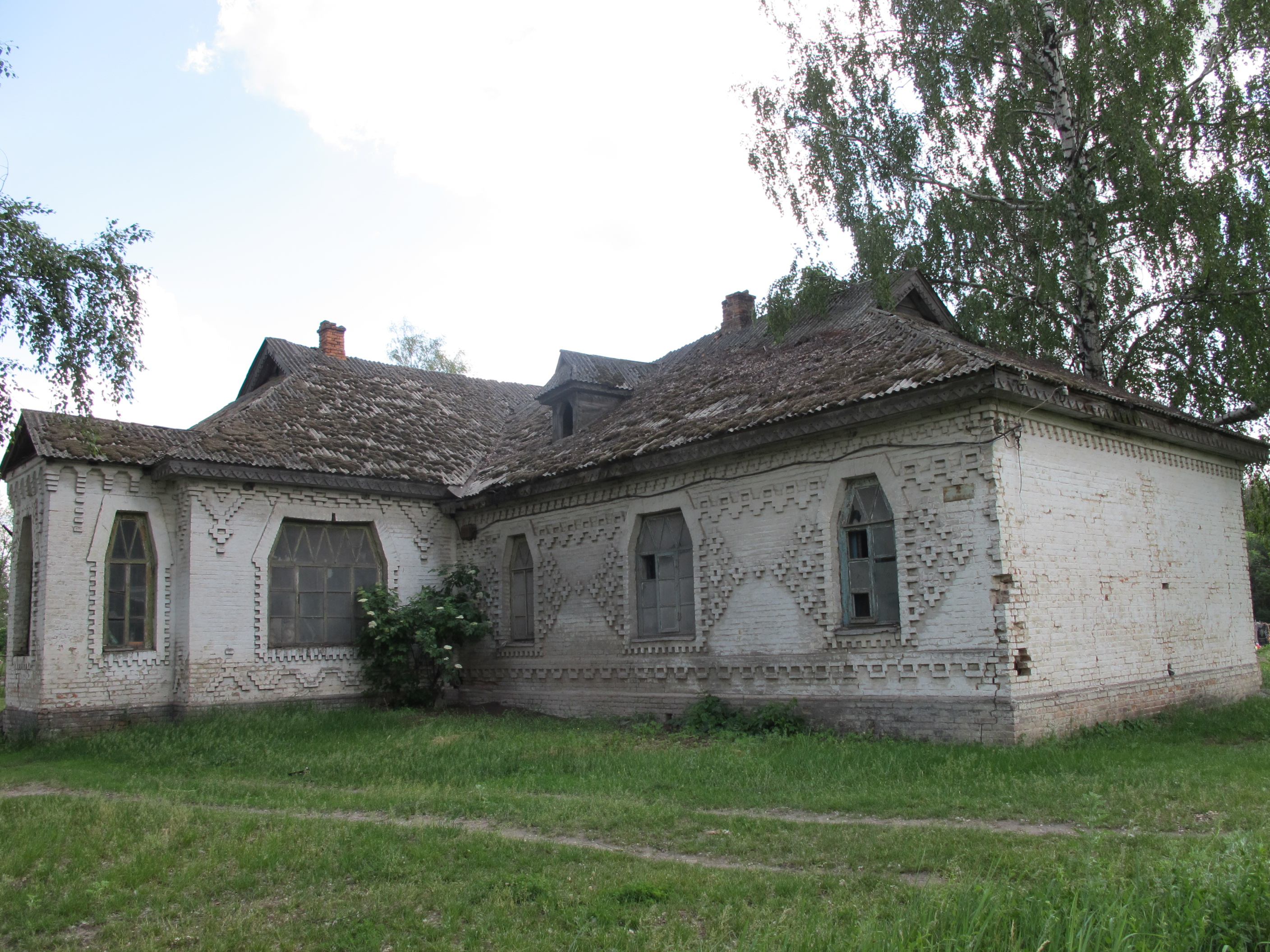
Denkmalgeschütztes, altes Schulgebäude

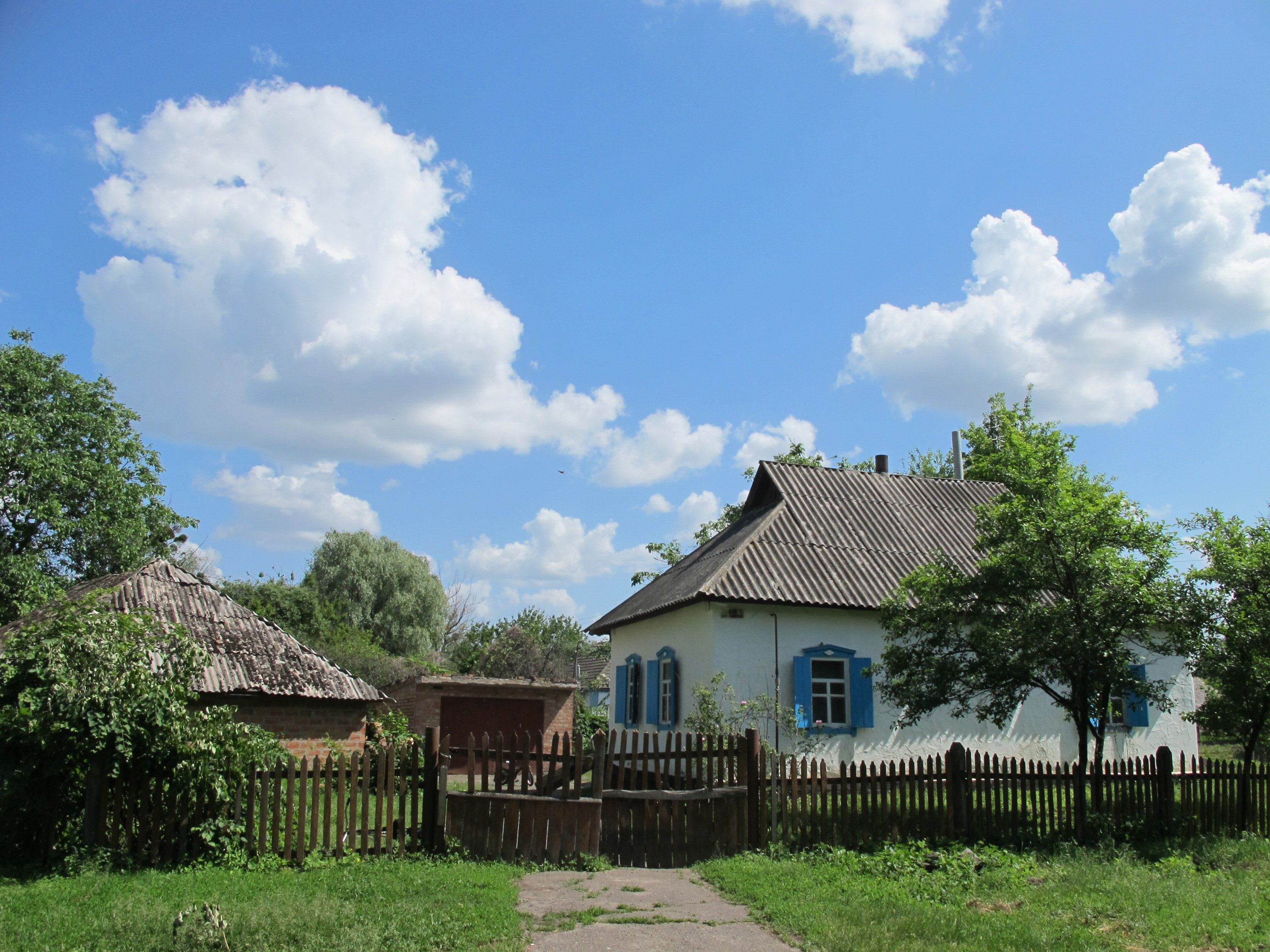
Wohnhaus im Dorf

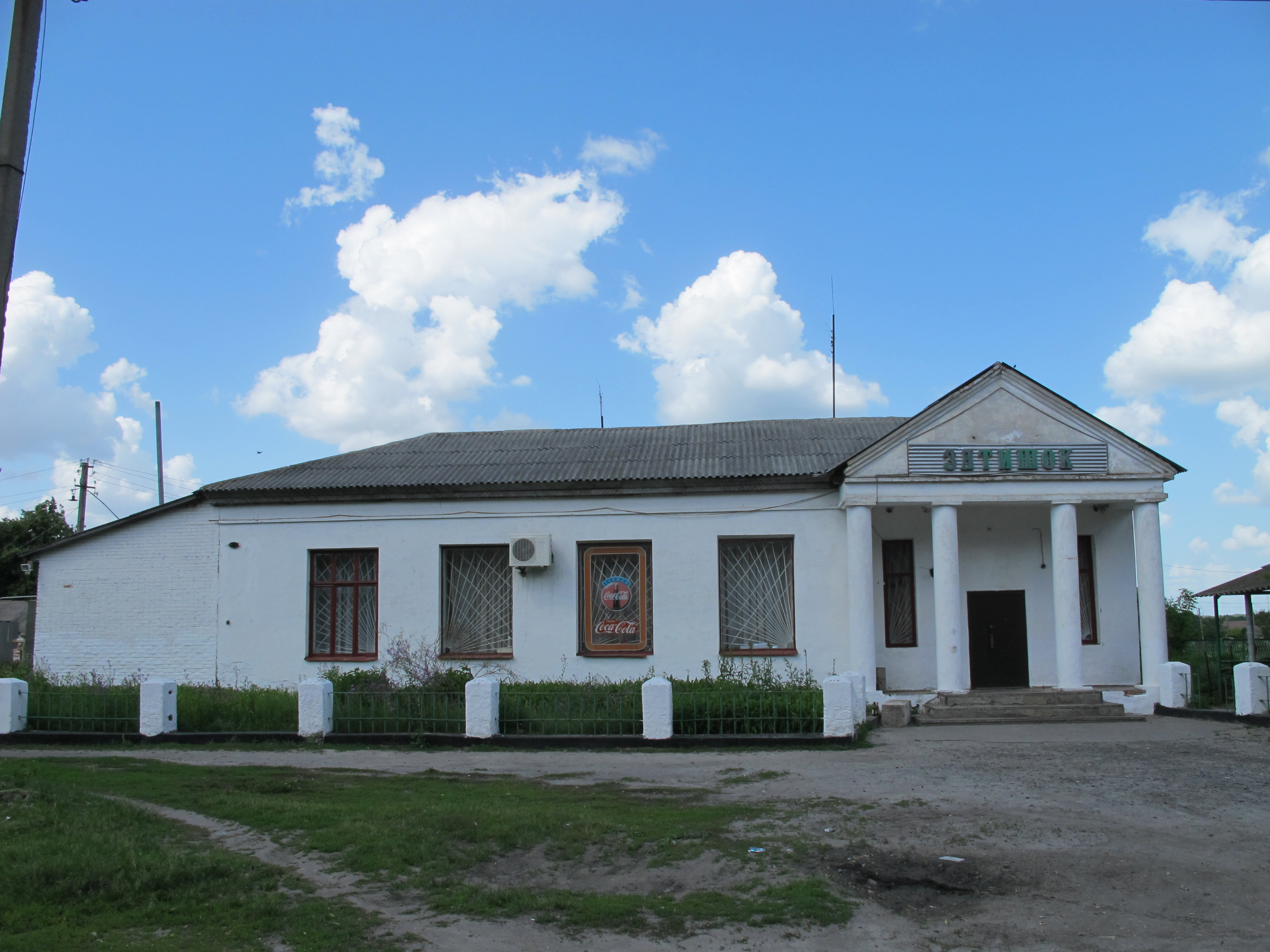
Einzelhandelsgeschäft in Pisky

## Geschichte
Die erstmals 1092 schriftlich erwähnte Ortschaft war von 1781 an Teil des Bezirks Lochwyzja im Gouvernement Tschernigow des Russischen Kaiserreiches und ab 1802 Bestandteil des Gouvernement Poltawa. Das Dorf hatte 1859 3296 und 1888 3236 Einwohner. Zwischen 1867 und 1879 wurde durch das Dorf die Eisenbahnlinie Krementschuk-Bachmatsch verlegt. In der Zeit vom 14. September 1941 bis zum 14. September 1943 war Pisky von der Wehrmacht besetzt. Seit dem Zerfall der Sowjetunion 1991 ist das Dorf Teil der unabhängigen Ukraine. Bei der Volkszählung 2001 hatte die Ortschaft 2509 Einwohner.

## Geografische Lage
Die Ortschaft liegt auf einer Höhe von 105 m am linken Ufer der Sula, einem 363 km langen, linken Nebenfluss des Dnepr, 18 km östlich vom ehemaligen Rajonzentrum Lochwyzja und 145 km nordwestlich vom Oblastzentrum Poltawa.
Das Dorf besitzt einen Bahnhof an den Bahnstrecken Romodan – Romny und Romodan – Hadjatsch.
Am 12. Juni 2020 wurde das Dorf ein Teil der neugegründeten Stadtgemeinde Sawodske, bis dahin bildete es zusammen mit den Dörfern Jaremiwschtschyna (Яремівщина) und Schewtschenky (Шевченки) die gleichnamige Landratsgemeinde Pisky (Пісківська сільська рада/Piskiwska silska rada) im Osten des Rajons Lochwyzja.
Am 17. Juli 2020 kam es im Zuge einer großen Rajonsreform zum Anschluss des Rajonsgebietes an den Rajon Myrhorod.